# 1940 у Тернопільській області
| Роки в Тернопільській області 1920 • 1921 • 1922 • 1923 • 1924 • 1925 • 1926 • 1927 • 1928 • 1929 • 1930 • 1931 • 1932 • 1933 • 1934 • 1935 • 1936 • 1937 • 1938 • 1939 • 1940 • 1941 • 1942 • 1943 • 1944 • 1945 • 1946 • 1947 • 1948 • 1949 • 1950 • 1951 • 1952 • 1953 • 1954 • 1955 • 1956 • 1957 • 1958 • 1959 • 1960 • 1961 • 1962 • 1963 • 1964 • 1965 • 1966 • 1967 • 1968 • 1969 • 1970 • 1971 • 1972 • 1973 • 1974 • 1975 • 1976 • 1977 • 1978 • 1979 • 1980 • 1981 • 1982 • 1983 • 1984 • 1985 • 1986 • 1987 • 1988 • 1989 • 1990 • 1991 • 1992 • 1993 • 1994 • 1995 • 1996 • 1997 • 1998 • 1999 • → Див. також: XIX століття • XXI століття |

## Події
- 17 січня — газета «Вільне життя» стає органом Тернопільського обкому і міськкому КП(б)У та облвиконкому[1].
- 22 січня — спроба польського збройного заколоту проти радянської армії в м. Чорткові.
- 23—25 квітня — відбулася перша обласна партійна конференція[2].

## З'явилися
- Бережанське лісомисливське господарство
- Кременецьке медичне училище імені Арсена Річинського
- Наукова бібліотека Тернопільського національного педагогічного університету імені Володимира Гнатюка

### Видання
- «Колос» —

## Особи

### Народилися
- 1 січня — польська акторка кіно і театру Йоанна Єндрика (при народженні — Станіслава), нар. у Теребовлі
- 4 січня — український зв'язківець, літератор Богдан Будник, нар. у Метенові на Зборівщині
- 6 січня — український вчений Василь Осадчук, нар. у Пищатинцях на Борщівщині, пом. 2011
- 12 січня — український і американський вчений, професор математики Політехнічного Інституту штату Нью-Джерсі (США), заслужений діяч науки і техніки України Роман Воронка, нар. у Бучачі
- 24 січня — український вчений у галузі галузевого і загального машинобудування Богдан Гевко, нар. у Нижчих Луб'янках на Збаражчині
- 22 лютого — український вчений у галузі інфекційних хвороб, епідеміології та військової епідеміології, академік Академії медичних наук України та Академії наук вищої освіти України, Заслужений діяч науки і техніки України, член кількох європейських та багатьох українських наукових інституції Михайло Андрейчин, нар. у Веселівці на Теребовлянщині
- 3 березня — український музикант, громадський діяч Олег Ґерета, нар. у Скоморохах поблизу Тернополя
- 28 березня — український поет, прозаїк, публіцист, громадський діяч Степан Бабій, нар. в Голибісах на Шумщині
- 15 квітня — український поет, письменник, історик, краєзнавець, громадський діяч Василь Дрозд, нар. у Нагорянах на Заліщанщині, пом. 2014 у Заліщиках
- 18 квітня — український вчений у галузі фармацевтичної, органічної і біоорганічної хімії, педагог, організатор вищої медичної освіти в Україні, ректор Львівського національного медичного університету імені Данила Галицького Борис Зіменковський, нар. у Бережанах
- 21 травня — український диригент, композитор, діяч культури Іван Кобилянський, нар. у Білобожниці на Чортківщині, пом. 1997 у Тернополі
- 24 травня — українська художниця, літераторка, поетеса, авторка-виконавиця пісень Богдана Дурда, нар. у Бучачі
- 13 червня — український журналіст Андрій Мельничук, нар. у Суражі на Шумщині
- 25 червня — український художник-кераміст, графік, заслужений діяч мистецтв України Тарас Левків, нар. у Малій Березовиці на Збаражчині
- 15 вересня — український поет і прозаїк Василь Ярмуш, нар. в Острові поблизу Тернополя, пом. там само 1976
- 7 листопада — український співак, народний артист України Роман Вітошинський, нар. у Монастириськах
- 22 листопада — українська поетка Надія Панчук, нар. у Горинці на Кременеччині
- 28 грудня — український звукооператор та звукорежисер, заслужений діяч мистецтв України Василь Стріхович, пом. 2014, похований під Києвом